# Krummenau (Hunsrück)

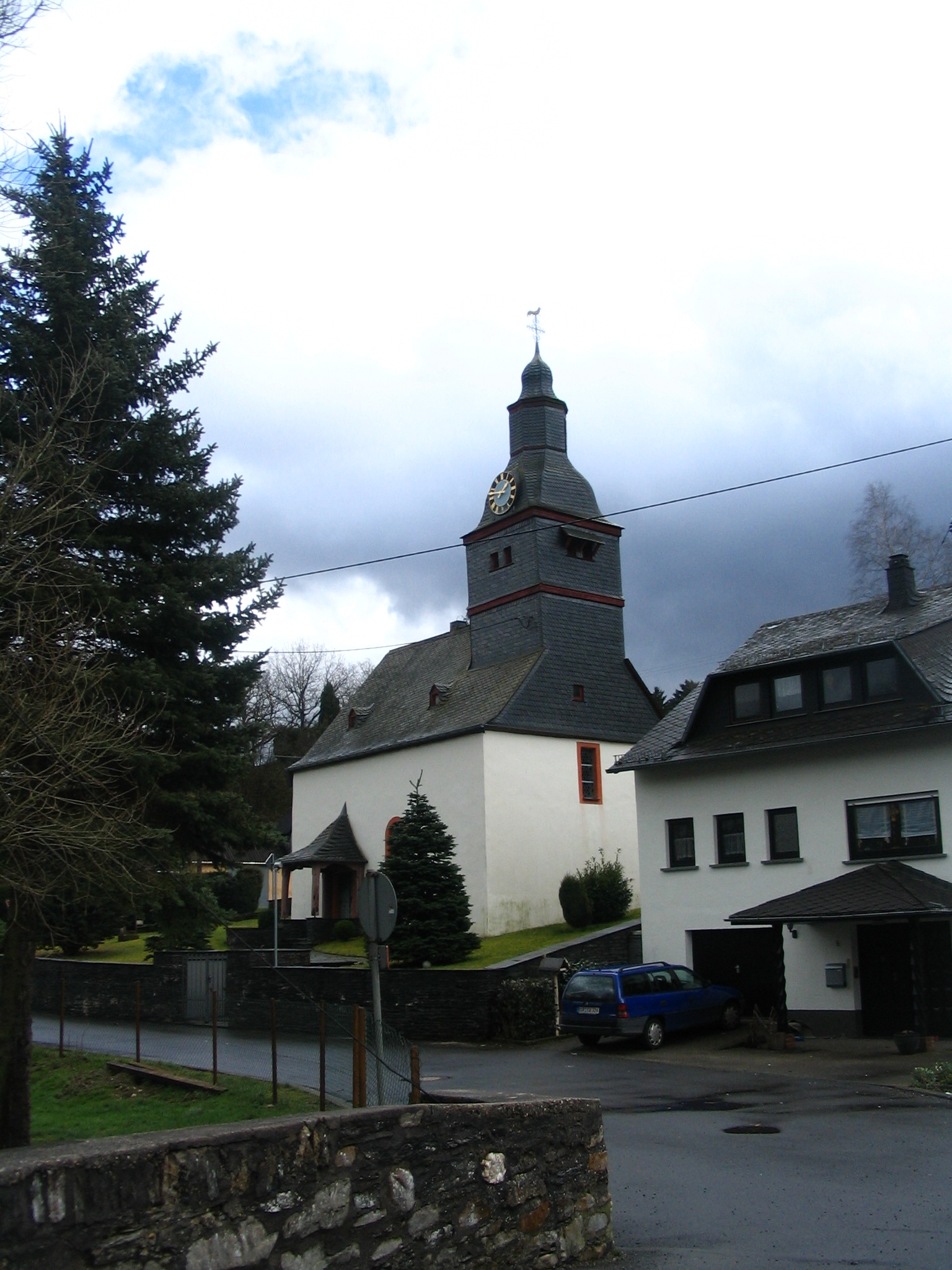
Kirche von Krummenau

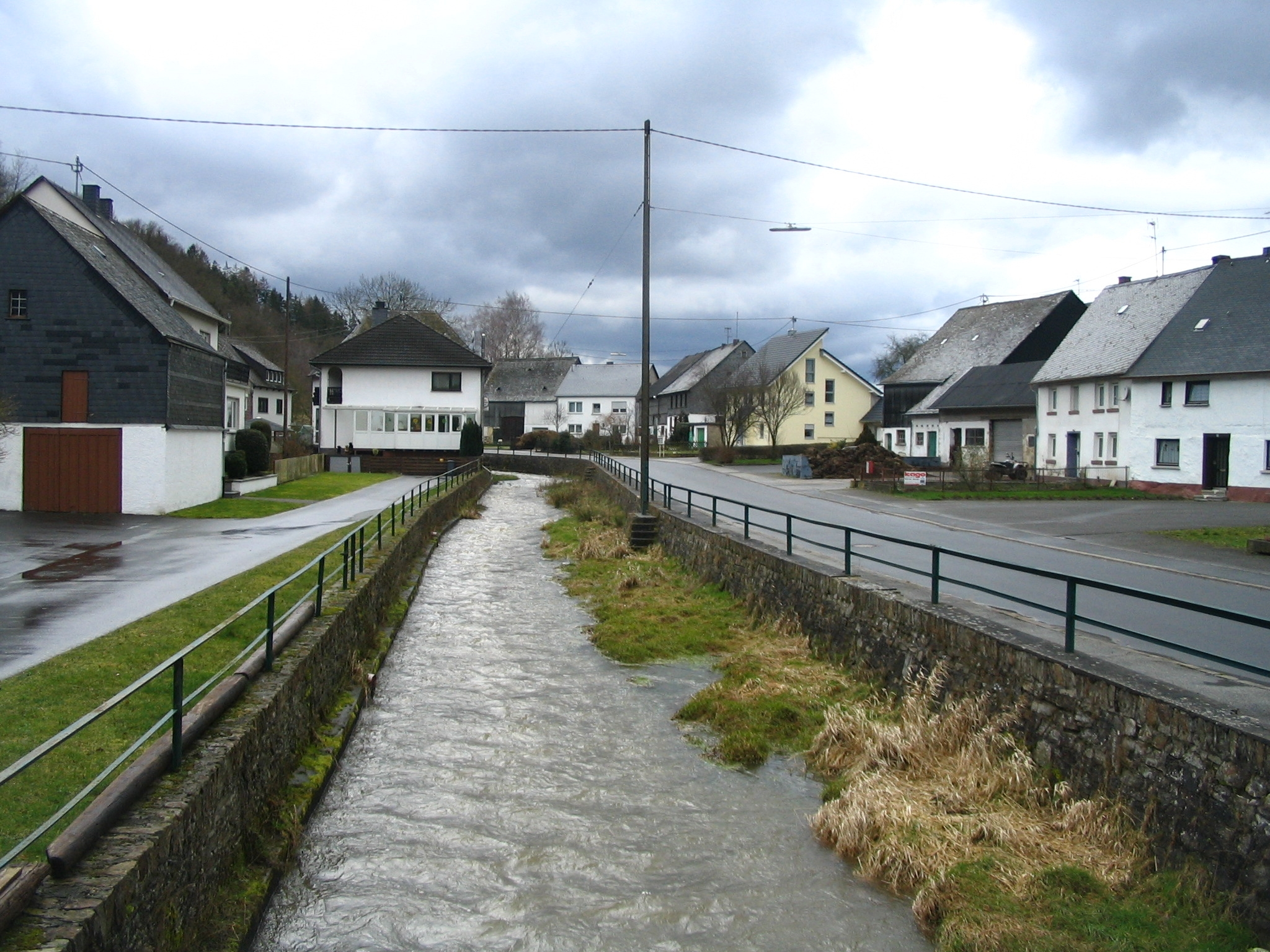
Der Idarbach fließt durch das Dorf

Krummenau ist eine Ortsgemeinde im Landkreis Birkenfeld in Rheinland-Pfalz. Sie gehört der Verbandsgemeinde Herrstein-Rhaunen an.

## Geographie
Krummenau liegt im Hunsrück nördlich des 746 Meter hohen Idarkopfes im Idarwald. 61,6 Prozent der Gemarkungsfläche sind bewaldet. Der Idarbach fließt durch das Dorf. Im Westen befindet sich Horbruch, im Norden Niederweiler und östlich liegt Laufersweiler.
Zu Krummenau gehört auch der Wohnplatz Weylandsmühle.

## Geschichte
Krummenau wurde erstmals am 20. November 1086 erwähnt. Eine Handschrift vom Ende des 18. Jahrhunderts – aufbewahrt im Archiv des Museums Wasserburg Anholt des Fürsten Salm-Salm in Isselburg-Anhold in Westfalen – ist der einzige Beleg.
Bevölkerungsentwicklung
Die Entwicklung der Einwohnerzahl von Krummenau, die Werte von 1871 bis 1987 beruhen auf Volkszählungen:
| Jahr | Einwohner |
| ---- | --------- |
| 1815 | 110       |
| 1835 | 136       |
| 1871 | 137       |
| 1905 | 121       |
| 1939 | 124       |

| Jahr | Einwohner |
| ---- | --------- |
| 1950 | 129       |
| 1961 | 124       |
| 1970 | 126       |
| 1987 | 116       |
| 1993 | 125       |

| Jahr | Einwohner |
| ---- | --------- |
| 1999 | 146       |
| 2005 | 148       |
| 2011 | 171       |
| 2017 | 174       |
| 2023 | 146       |

## Politik

### Gemeinderat
Der Gemeinderat in Krummenau besteht aus sechs Ratsmitgliedern, die bei der Kommunalwahl am 9. Juni 2024 in einer Mehrheitswahl gewählt wurden, und dem ehrenamtlichen Ortsbürgermeister als Vorsitzendem.

### Bürgermeister
Gerd Böhnke wurde am 11. Juni 2019 erneut Ortsbürgermeister von Krummenau, nachdem er dieses Amt bereits von 1992 bis 2014 ausgeübt hatte. Bei der Direktwahl am 26. Mai 2019 war er mit einem Stimmenanteil von 76,34 % gewählt worden. Bei der Direktwahl am 9. Juni 2024 wurde er als einziger Bewerber mit 82,1 % für weitere fünf Jahre wiedergewählt.
Böhnkes Nachfolger und Vorgänger Martin Klein hatte das Amt seit 2014 inne, war 2019 aber nicht erneut angetreten.

## Kultur und Sehenswürdigkeiten

### Kulturdenkmäler
- Die evangelische Kirche stammt aus dem Jahr 1747.
- Die mittlere der drei Brücken über den Idarbach ist eine Schieferbogenbrücke, an der das Zifferblatt mit den goldenen Ziffern der alten Kirchturmuhr angebracht ist.

### Naturdenkmäler
- Die etwa 400 Jahre alte Kaisereiche steht etwa 500 m südöstlich des Dorfes.

## Wirtschaft und Infrastruktur
In Krummenau gibt es ein Dorfgemeinschaftshaus. In Idar-Oberstein ist ein Bahnhof der Bahnstrecke Bingen–Saarbrücken. Im Norden befinden sich die Bundesstraße 50 und der Flughafen Frankfurt-Hahn.